# Gulløye fra Nord-Norge
Gulløye fra Nord-Norge (littéralement « œil doré du nord de la Norvège ») est une appellation d'origine protégée (beskyttet opprinnelses betegnelse) appliquée à une production de pomme de terre de la variété 'Gulløye', ou 'Gullauge', cultivée en Norvège au nord du cercle polaire arctique. Cette appellation est gérée par l'organisation de producteurs Ottar. Ce sont des pommes de terre à peau jaune et à chair jaune, de forme ronde ou ovale et légèrement aplatie, avec une  teneur en matière sèche de 22 %.
L'aire de production de la Gulløye fra Nord-Norge se situe en Norvège au-dessus du cercle arctique et est délimitée au sud par les municipalités de Saltdal, Beiarn et Meløy.

## Histoire
La 'Gulløye' est une variété de pomme de terre ancienne, d'origine génétique inconnue. Elle est enregistrée dans la liste officielle norvégienne des variétés et conservée par la banque de gènes nordique, Nordisk Genbank (NGB n° 3175). La 'Gulløye' est aujourd'hui cultivée commercialement, mais le plus souvent pour l'autoconsommation, dans le nord de la Norvège (région de Nord-Norge) et en Islande. Elle a été cultivée également dans les régions du nord de la Finlande et de la Suède.
La 'Gulløye' est probablement arrivée à Kvæfjord (comté de Troms), apportée par des travailleurs suédois en 1905. Dès les années 1924-1930, la qualité de cette pomme de terre a été reconnue à Holt (comté d'Aust-Agder) et Troms, mais ce n'est que plus tard qu'elle est devenue l'une des variétés les plus importantes dans le nord de la Norvège.

## Caractéristiques
La 'Gulløye' est une variété bien adaptée aux conditions climatiques du nord de la Norvège, avec un climat froid et du soleil toute la journée pendant une grande partie de la saison. 
C'est une variété mi-précoce qui n'a pas besoin de beaucoup de chaleur pour se développer. Cultivée dans le nord de la Norvège, la 'Gulløye' donne de très bons rendements et une bonne qualité, grâce à sa teneur élevée en matière sèche. Comme beaucoup de variétés anciennes, elle offre une très faible résistance à la plupart des maladies de la pomme de terre, notamment la pourriture sèche et les maladies virales. Cependant, le climat relativement froid du nord de la Norvège inhibe le taux d'incidence et d'infection de ces maladies, et jusqu'à présent on n'a pas enregistré de cas de pourriture sèche dans les comtés de Troms et du Finnmark.
La 'Gulløye' a une bonne qualité culinaire, et est considérée comme l'une des meilleures en Norvège avec les variétés 'Mandel' et 'Ottar'. Elle a dans ce pays la réputation d'une pomme de terre « spéciale » du Nord norvégien et est considérée comme une pomme de terre gourmande.